# Maria Königin (Dörsdorf)

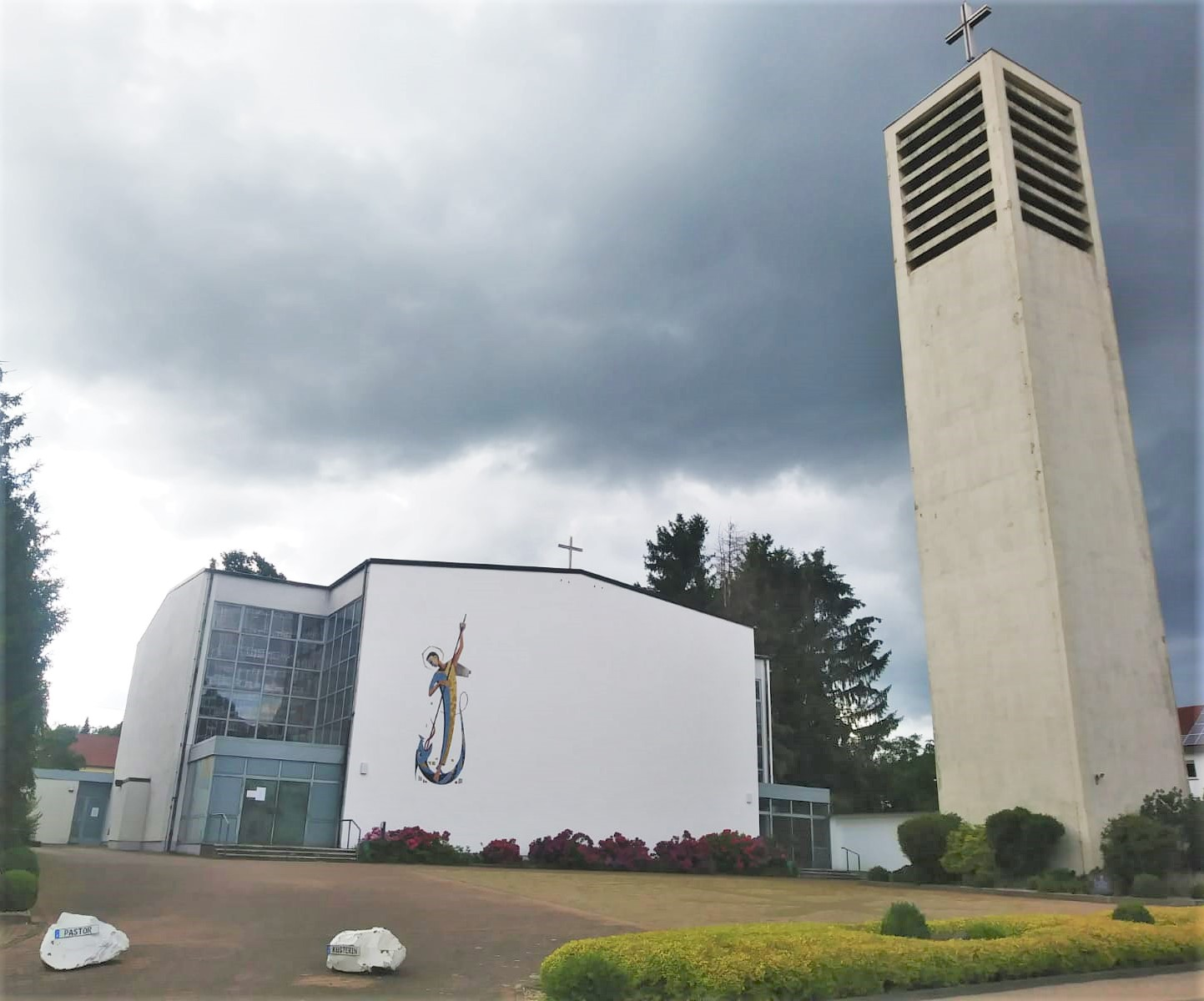
Außenansicht

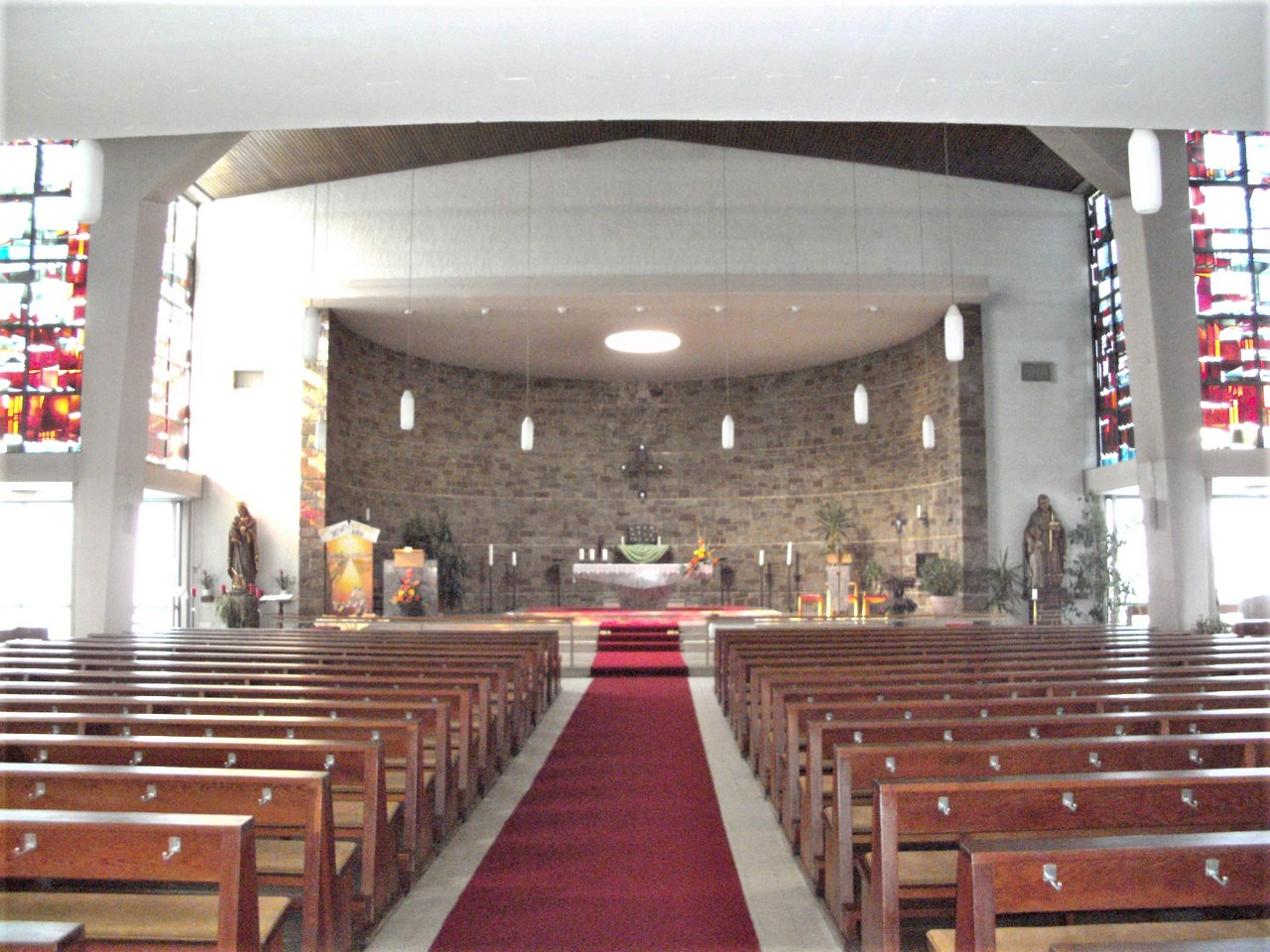
Blick zum Altar

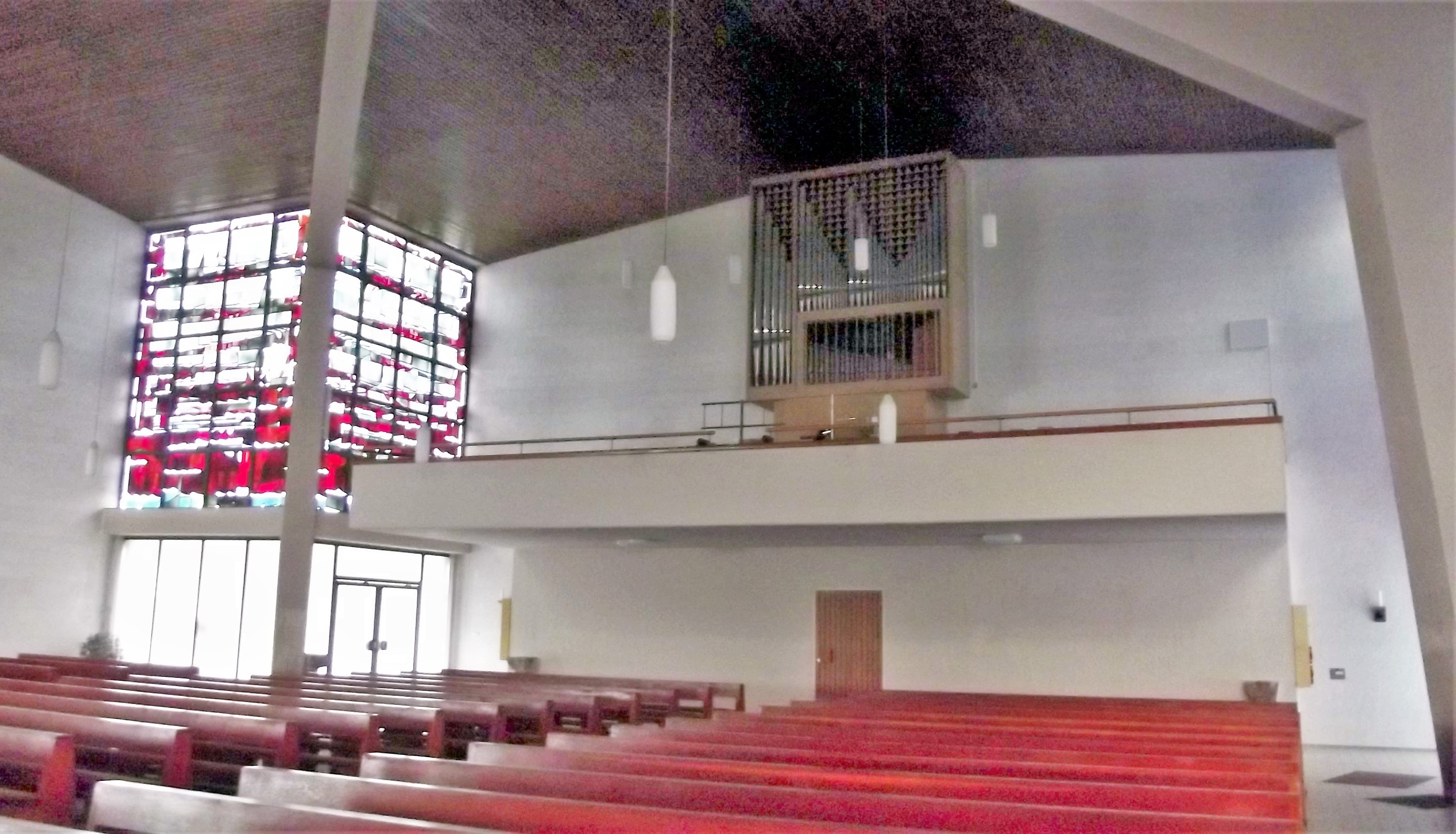
Blick zur Orgelempore

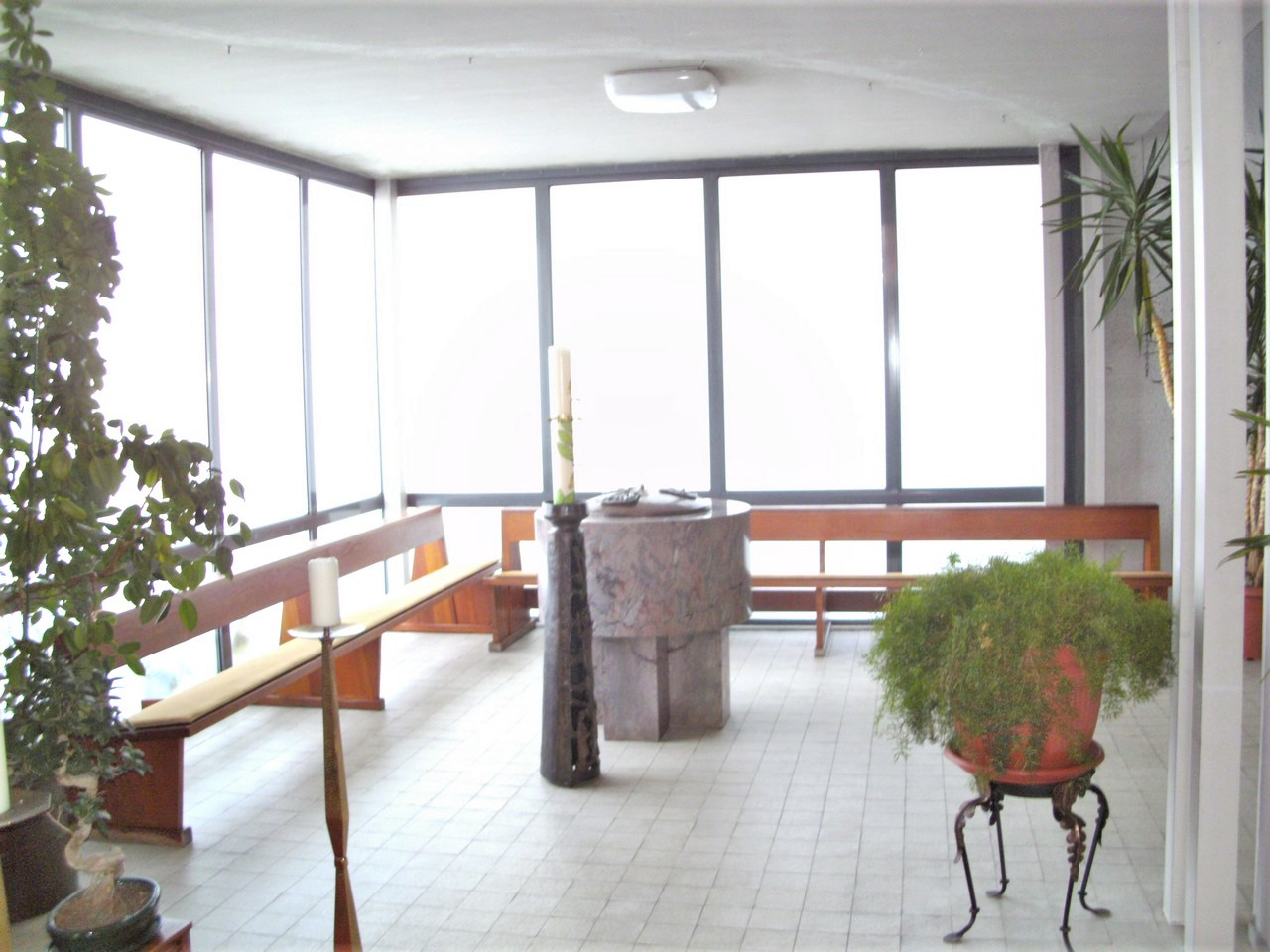
Taufkapelle

Die Kirche Maria Königin ist eine römisch-katholische Filialkirche des Bistums Trier in Dörsdorf, einem Ortsteil von Lebach im Landkreis Saarlouis. Sie gehört zur Pfarrei St. Aloysius in Steinbach.

## Geschichte
Dörsdorf gehörte historisch lange Zeit ebenso wie der Nachbarort Steinbach zur Pfarrei St. Alban in Thalexweiler. Aufgrund der stark angestiegenen Einwohnerzahl und der weiten Wege wuchs der Wunsch nach einem eigenen Kirchengebäude. Aus diesem Grund wurde 1913 zunächst die Pfarrkirche St. Aloysius in Steinbach erbaut. Die Lage am Ortsrand war ganz bewusst gewählt, sollte diese Kirche doch als Gemeinsame Kirche für die Bevölkerung aus Steinbach und Dörsdorf dienen.
Aufgrund des weiterhin starken Bevölkerungswachstums nach dem Zweiten Weltkrieg entstand der Wunsch nach einer Filialkirche in Dörsdorf. Aus diesem Grund nahm man die Bestrebungen zum Bau einer eigenen Kirche wieder auf und gründete im Jahr 1957 einen Kirchbauverein. Es dauerte noch bis zum Jahr 1961, bis der Bau der Kirche beschlossen und genehmigt war. 1961 begannen die Bauarbeiten in der Dorfmitte mit der Vorbereitung des Grundstückes und der Grundsteinlegung. Die feierliche Konsekration der Kirche Maria Königin fand am 27. Mai 1964 durch den Trierer Weihbischof Bernhard Stein statt. Nebenpatron ist der Heilige Michael.

## Baubeschreibung
Die Kirche wurde nach den Plänen des Architekten Hans Schick errichtet und besitzt einen nahezu quadratischen Grundriss. Der freistehende massive Glockenturm wird nur im oberen Fünftel von Schallaustritten des Glockenstuhls durchbrochen schließt flach ab. Ihn krönt ein großes Turmkreuz, wodurch der Turm insgesamt eine Höhe von 34 m erreicht.
Die weiße Fassade wird von einer Darstellung des Erzengel Michaels, dem Nebenpatron der Kirche, geschmückt.
Im Innern öffnet sich ein weiter Raum in der Form eines griechischen Kreuzes mit kurzen und breiten Armen, der von vier tragenden Betonpfeilern und einer flachen Holzdecke überspannt ist. Die Innenecken des griechischen Kreuzes sind als große Fensterflächen ausgeführt und fluten den Raum mit hellem Licht. Unter jeder Innenecke befindet sich aufgrund des quadratischen Grundrisses ein niedriger Nebenraum. Im vorderen Bereich der Kirche sind diese als Seitenkapellen ausgeführt, während sie im hinteren Teil als Vorräume der beiden Eingänge fungieren. An der Stirnseite der Kirche öffnet sich eine weite halbrunde Apsis, die mit Natursteinen gemauert und durch ein kreisrundes Fenster in der Decke hell erleuchtet ist.
Auf der gegenüberliegenden Seite befindet sich die großzügige Orgelempore mitsamt der Seifert-Orgel von 1977. Für eine Filialkirche ist Maria Königin mit einer Anzahl von ca. 600 Sitzplätzen äußerst großzügig bemessen.

## Orgel

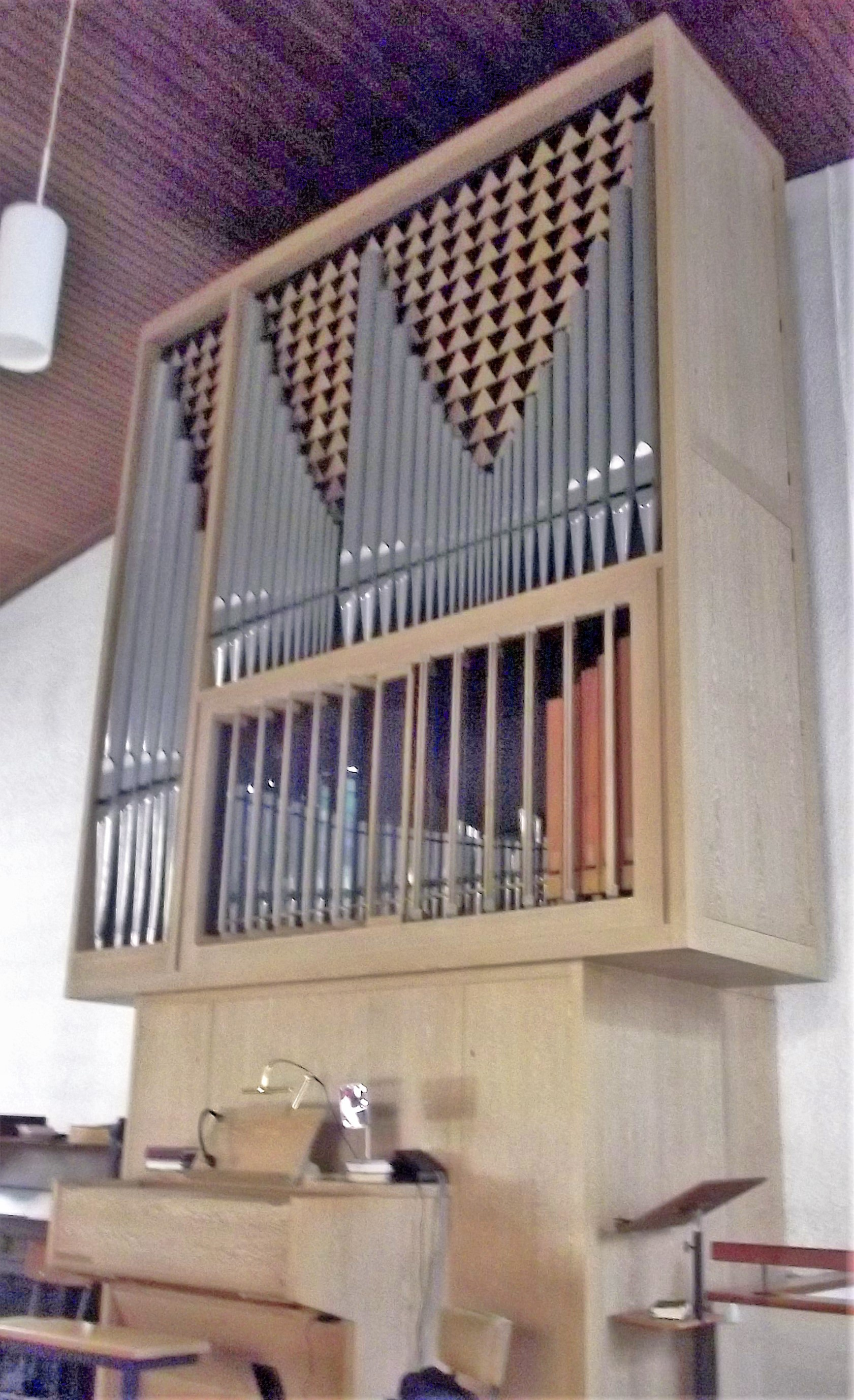
Seifert-Orgel

Die Orgel der Kirche wurde im Jahr 1977 durch die Firma Romanus Seifert & Sohn aus Kevelaer installiert. Zuvor wurde die musikalische Begleitung der Gottesdienste mit einem alten Harmonium bestritten, das sich noch heute auf der Empore befindet. Das Instrument besitzt 16 Register auf zwei Manualen und Pedal sowie Schleifladen mit einer mechanischen Spiel- und einer elektrischen Registertraktur. Die Disposition ist wie folgt:
| I Hauptwerk C–g3 |                |       |
| 1.               | Principal      | 8′    |
| 2.               | Hohlpfeife     | 8′    |
| 3.               | Oktave         | 4′    |
| 4.               | Gemshorn       | 2′    |
| 5.               | Sesquialter II |       |
| 6.               | Mixtur IV      | 1 ⁄3′ |

| II Schwellpositiv C–g3 |           |       |
| 7.                     | Gedackt   | 8′    |
| 8.                     | Rohrflöte | 4′    |
| 9.                     | Oktave    | 2′    |
| 10.                    | Quinte    | 1 ⁄3′ |
| 11.                    | Cimbel II |       |
| 12.                    | Schalmei  | 8′    |
|                        | Tremulant |       |

| Pedal C–f1 |                 |     |
| 13.        | Subbass         | 16′ |
| 14.        | Offenbass       | 8′  |
| 15.        | Choralbass      | 4′  |
| 16.        | Trichterdulcian | 16′ |

- Koppeln: II/I, I/P, II/P
- Spielhilfen: 1 freie Kombination, Tutti, Zungeneinzelabsteller